# Devario
Cá xảm (Danh pháp khoa học: Devario) là một chi cá chép trong họ Cyprinidae, với khoảng 39 loài cá nhỏ đã được mô tả, chúng đều có kích thước dài 5–15 cm. Nhiều loài cá trong chi này được ưa chuộng để nuôi làm cá cảnh do ngoại hình bắt mắt của mình.

## Các loài
- Devario acrostomus F. Fang & Kottelat, 1999
- Devario acuticephala Hora, 1921
- Devario aequipinnatus McClelland, 1839 (Cá xảm lớn)
- Devario affinis Blyth, 1860
- Devario annandalei B. L. Chaudhuri, 1908
- Devario anomalus Conway, Mayden & K. L. Tang, 2009
- Devario apogon X. L. Chu, 1981
- Devario apopyris F. Fang & Kottelat, 1999
- Devario assamensis Barman, 1984
- Devario auropurpureus Annandale, 1918
- Devario browni Regan, 1907
- Devario chrysotaeniatus X. L. Chu, 1981
- Devario deruptotalea Ramananda & Vishwanath, 2014 [1]
- Devario devario F. Hamilton, 1822 (Sind danio)
- Devario fangfangae Kottelat, 2000
- Devario fraseri Hora, 1935
- Devario gibber Kottelat, 2000
- Devario horai Barman, 1983
- Devario interruptus F. Day, 1870
- Devario kakhienensis J. Anderson, 1879
- Devario laoensis Pellegrin & P. W. Fang, 1940
- Devario leptos F. Fang & Kottelat, 1999
- Devario maetaengensis F. Fang, 1997
- Devario malabaricus Jerdon, 1849 (Cá xảm Malabar)
- Devario manipurensis Barman, 1987
- Devario naganensis B. L. Chaudhuri, 1912
- Devario neilgherriensis F. Day, 1867
- Devario ostreographus McClelland, 1839
- Devario pathirana Kottelat & Pethiyagoda, 1990 (Barred danio)
- Devario peninsulae H. M. Smith, 1945
- Devario regina Fowler, 1934
- Devario salmonata Kottelat, 2000
- Devario shanensis Hora, 1928 (Hora danio)
- Devario sondhii Hora & Mukerji, 1934
- Devario spinosus F. Day, 1870
- Devario strigillifer G. S. Myers, 1924
- Devario suvatti Fowler, 1939
- Devario xyrops F. Fang & S. O. Kullander, 2009
- Devario yuensis Arunkumar & Tombi Singh, 1998

Devario sp. "giraffe" là loài vẫn chưa được miêu tả.